# Епархия Мюнстера
Епархия Мюнстера (лат. Dioecesis Monasteriensis, нем. Bistum Münster) — епархия в составе архиепархии-митрополии Кёльна Римско-католической церкви в Германии. В настоящее время епархией управляет епископ Феликс Генн. Почетный епископ — Райнхард Леттманн. Вспомогательные епископы — Хайнрих Тиммерверс, Дитер Герлингс, Кристоф Хегге, Вилфрид Тайзинг, Штефан Цекорн.

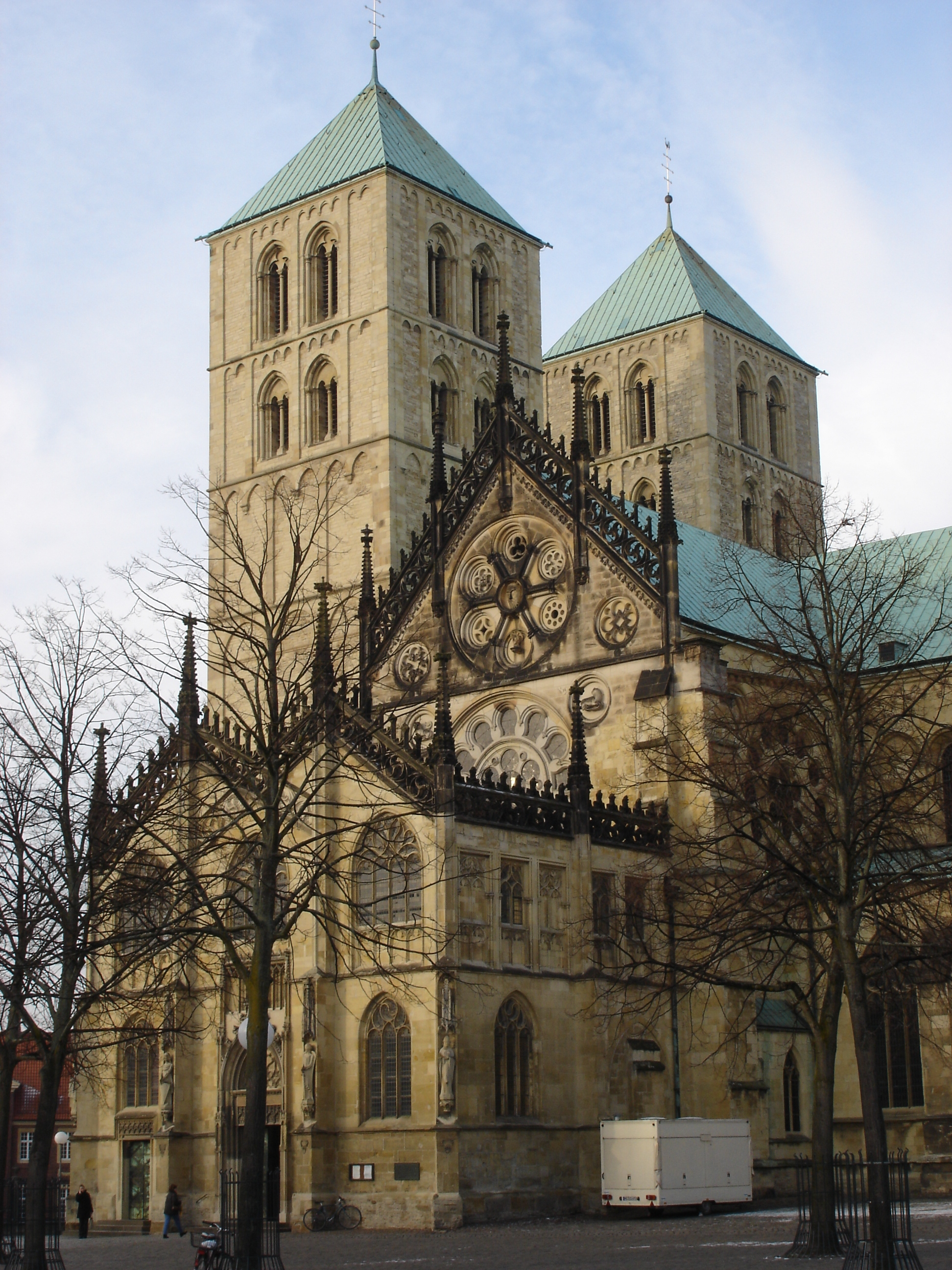
Собор Святого Павла

Клир епархии включает 1 303 священников (1 069 епархиальных и 234 монашествующих священников), 236 диаконов, 364 монаха, 2 957 монахинь.
Адрес епархии: Postfach 1366, Domplatz 27, D-48143 Munster, Bundesrepublik Deutschland.

## Территория
В юрисдикцию епархии входит 675 приходов в землях Северный Рейн-Вестфалия и Нижняя Саксония, на территории совпадающей с границами древнего государства Ольденбург.
Все приходы объединены в 9 деканатов.
Кафедра епископа находится в городе Мюнстер в церкви Святого Павла.

## История
Кафедра Мюнстера была основана в 800 году.
В XIII веке епископы Мюнстера получили светскую власть над территорией епархии, и правили как князья-епископы до 1803 года, когда все церковные княжества Священной Римской империи были упразднены. В отличие от земель, прилегавших к епископству Мюнстера, население епархии не приняло Реформации и сохранило католическое исповедание.
16 июля 1821 года епархия была расширена за счет включения в её состав территорий, ранее принадлежавших Апостольскому Викариату Северной Германии.
23 февраля 1957 года часть территории епархии Мюнстера отошла к новой епархии Эссена.

## Ординарии епархии
| - Святой Людгер (791 — 26.03.809); - Герфрид (809 — 12.09.839); - Альтфрид (849); - Лютберт (871); - Бертольд (875); - Вольфхельм (после 892); - Нидхард (922); - Румхольд (941); - Хильдебольд (942 — 17.11.967); - Додо (993); - Швидгер (993 — 19.11.1011); - Дитрих I (1011 — 23.01.1022); - Зигфрид фон Вальбек (1022 — 27.11.1032); - Герман I (1032 — 22.07.1042); - Рудберт (1042 — 16.11.1063); - Фридрих I (1063 — 18.04.1084); - Эрфо (1085 — 09.11.1097); - Буркхард фон Хольте (1097 — 19.03.1118); - Дитрих II фон Винценбург (1118 — 28.02.1127); - Эгберт (1127 — 09.01.1132); - Вернер фон Штойслинген (1132 — 07.12.1151); - Фридрих II фон Аре (1152 — 29.12.1168); - Людвиг I фон Виппра (13.11.1169 — 26.12.1173); - Герман II фон Катценельнбоген (1173 — 08.06.1203); - Отто I фон Ольденбург (1204 — 06.03.1218); - Дитрих III фон Изенберг (22.07.1218 — 1226); - Лудольф фон Хольте (1227 — 10.06.1248); - Отто II фон Липпе (01.11.1248 — 21.06.1259); - Вильгельм I фон Хольте (1259 — 30.12.1260); - Герхард фон дер Марк (27.01.1261 — 11.08.1272); - Эверхард фон Дист (20.04.1275 — 05.04.1301); - Отто III фон Ритберг (28.04.1301 — 18.10.1306); - Конрад I фон Берг (1306—1310) — избранный епископ; - Людвиг II фон Гессен (18.03.1310 — 18.08.1357); - Адольф I фон дер Марк (06.11.1357 — 21.06.1363) — назначен архиепископом Кёльна; - Йоханн I фон Вирнебург (21.06.1363 — 24.04.1364) — назначен епископом Утрехта; - Флоренц фон Вефелингховен (24.04.1364 — 07.11.1379) — назначен епископом Утрехта; - Пото фон Потенштайн (09.04.1379 — 1381) — назначен епископом Шверина; | - Хайденрайк Вольф фон Людинхаузен (28.04.1381 — 09.04.1392); - Отто IV фон Хойя (10.06.1392 — 04.10.1424); - Генрих II фон Моерс (14.03.1425 — 02.06.1450); - Вальрам фон Моерс (14.10.1450 — 03.10.1456); - Йоханн фон Пфальц-Зиммерн (11.04.1457 — 20.05.1465) — апостольский администратор, назначен архиепископом Магдебурга; - Генрих III фон Шварцбург (20.06.1466 — 24.12.1496) — апостольский администратор; - Конрад II фон Ритберг (18.04.1497 — 09.02.1508); - Эрих I Саксен-Лауэнбургский (16.08.1508 — 20.10.1522); - Фридрих III фон Вид (30.01.1523 — 12.12.1531); - Эрих фон Брауншвейг-Грубенхаген (27.03.1532 — 14.05.1532) — избранный епископ; - Франц Вальдекский (16.08.1532 — 15.07.1553); - Вильгельм фон Кеттелер (29.11.1553 — 02.12.1557); - Бернхард фон Ресфельд (23.12.1558 — 25.10.1566); - Йоханн II фон Хойя (23.08.1567 — 05.04.1574); - Йоханн Вильгельм фон Юлих-Клеве (05.04.1574 — 08.05.1585); - Эрнст Баварский (27.11.1585 — 17.02.1612); - Фердинанд I Баварский (18.02.1612 — 13.09.1650); - Кристоф-Бернхард фон Гален (22.05.1651 — 19.09.1678); - Фердинанд II фон Фюрстенберг (19.09.1678 — 26.06.1683); - Максимилиан Генрих Баварский (11.09.1683 — 03.06.1688); - Фридрих Кристиан фон Плеттенберг (20.12.1688 — 05.05.1706); - Франц Арнольд фон Вольф-Меттерних цур Грахт (08.06.1707 — 25.12.1718); - Клеменс Аугуст I Баварский (26.04.1719 — 06.02.1761); - Максимилиан Фридрих фон Кёнигсег-Ротенфельс (20.12.1762 — 15.04.1784); - Максимилиан Франц Австрийский (15.04.1784 — 29.07.1801); - Антон Виктор Австрийский (1801) — последний князь-епископ Мюнстера; - Sede vacante (1801—1820); - Фердинанд III фон Люнинк (28.08.1820 — 18.03.1825); - Каспар Максимилиан фон Дросте цу Вишеринг (15.08.1825 — 03.08.1846); - Бернхард Георг Келлерманн (10.12.1846 — 29.03.1847); - Йоханн Георг Мюллер (01.07.1847 — 19.01.1870); - Йоханнес Бернхард Бринкманн (06.04.1870 — 13.04.1889); - Германн Якоб Дингельштадт (15.08.1889 — 06.03.1911); - Феликс фон Гартманн (06.06.1911 — 29.10.1912) — назначен архиепископом Кёльна; - Йоханнес Поггенбург (07.05.1913 — 05.01.1933); - Блаженный Клеменс Аугуст II фон Гален (05.09.1933 — 22.03.1946); - Михаэль Келлер (19.07.1947 — 07.11.1961); - Йозеф Хёффнер (09.07.1962 — 06.01.1967) — назначен архиепископом Кёльна; - Генрих Тенумберг (07.07.1969 — 16.09.1979); - Райнхард Леттманн (11.01.1980 — 28.03.2008); - Феликс Генн (с 19 декабря 2008 года — по настоящее время). |  |

## Статистика
На конец 2004 года из 4 317 937 человек, проживающих на территории епархии, католиками являлись 2 056 427 человек, что соответствует 47,6 % от общего числа населения епархии.
| год  | население | население | население | священники | священники        | священники         | священники                           | постоянные диаконы | монахи  | монахи  | приходы |
| год  | католики  | всего     | %         | всего      | белое духовенство | черное духовенство | число католиков на одного священника | постоянные диаконы | мужчины | женщины | приходы |
| ---- | --------- | --------- | --------- | ---------- | ----------------- | ------------------ | ------------------------------------ | ------------------ | ------- | ------- | ------- |
| 1950 | 2.057.795 | 3.606.669 | 57,1      | 1.550      | 1.466             | 84                 | 1.327                                |                    | 680     | 8.465   | 622     |
| 1970 | 2.158.802 | 3.731.680 | 57,9      | 1.842      | 1.297             | 545                | 1.171                                |                    | 825     | 7.223   | 586     |
| 1980 | 2.118.176 | 3.667.610 | 57,8      | 1.626      | 1.197             | 429                | 1.302                                | 64                 | 690     | 5.850   | 686     |
| 1990 | 2.086.279 | 3.811.147 | 54,7      | 1.498      | 1.151             | 347                | 1.392                                | 142                | 646     | 4.701   | 689     |
| 1999 | 2.090.271 | 4.167.193 | 50,2      | 1.377      | 1.092             | 285                | 1.517                                | 201                | 452     | 3.674   | 689     |
| 2000 | 2.085.526 | 4.212.631 | 49,5      | 1.251      | 984               | 267                | 1.667                                | 209                | 418     | 3.390   | 689     |
| 2001 | 2.073.964 | 4.221.393 | 49,1      | 1.208      | 942               | 266                | 1.716                                | 190                | 408     | 3.279   | 688     |
| 2002 | 2.072.037 | 4.243.619 | 48,8      | 1.319      | 1.072             | 247                | 1.570                                | 196                | 395     | 3.060   | 682     |
| 2003 | 2.065.103 | 4.256.719 | 48,5      | 1.311      | 1.068             | 243                | 1.575                                | 226                | 385     | 3.066   | 681     |
| 2004 | 2.056.427 | 4.317.937 | 47,6      | 1.303      | 1.069             | 234                | 1.578                                | 236                | 364     | 2.957   | 675     |